# Проекция Хеуорса
Проекция Хеуорса (англ. Haworth projection) — распространенный способ изображения циклической структуры моносахаридов в простой трехмерной перспективе. Данный тип проекции был назван в честь английского химика Уолтера Нормана Хоуорса.
Проекция имеет некоторые особенности:
- атом углерода не указывается символом, но подразумевается. В примере, расположенном справа, пронумерованы все шесть атомов углерода, первый из которых является аномерным;
- атомы водорода при атоме углерода также не указываются, однако подразумеваются (что видно на изображении);
- утолщение линии показывает, что связи находятся ближе к наблюдателю. В примере видно указание 2—3 атомов C, которые находятся ближе, чем 1—2 и 3—4 атомы.